# Sylvana Simons
Silvana Hildegard (Sylvana) Simons (Paramaribo, 31 januari 1971) is een Nederlands voormalig televisie- en radiopresentatrice en voormalig parlementslid. Ze was partijleider van BIJ1 en namens die partij enig Tweede Kamerlid. In de Tweede Kamer werd ze de eerste zwarte fractievoorzitter.
Simons werd vanaf de jaren negentig in Nederland bekend als presentatrice van televisie- en radioprogramma's. Nadat ze zich in 2015 had uitgesproken tegen racisme, ging ze de politiek in. Ze was kortstondig lid van de politieke partij DENK en richtte in december 2016 haar eigen partij op. Met die partij, eerst Artikel 1 en later BIJ1 genoemd, nam ze in 2017 voor het eerst deel aan de Tweede Kamerverkiezingen, toen zonder succes. In 2018 werd ze namens BIJ1 lid van de gemeenteraad van Amsterdam en in maart 2021 werd ze lid van de Tweede Kamer. Op 5 december 2023 nam ze afscheid van de landelijke politiek.

## Jeugd en opleiding
Simons werd geboren in 1971 in Paramaribo, de hoofdstad van Suriname, dat op dat moment nog onderdeel was van het Koninkrijk der Nederlanden, als dochter van Wilfred Hugo Leeuwin (1928) en Roline Yvonne Kerk (1945). Ze werd twee maanden te vroeg geboren. Ze groeide op zonder broers en zussen ondanks dat haar vader en moeder respectievelijk vijftien kinderen en één kind hadden uit eerdere relaties. Simons en haar ouders kwamen toen zij anderhalf jaar oud was naar Nederland, waar ze in de Kinkerbuurt en Osdorp in Amsterdam woonde. Tien jaar later verhuisde het gezin naar de Hoornse woonwijk Grote Waal. Haar vader werkte als boekhouder bij een verzekeringsmaatschappij en haar moeder was in dienst bij de multinational IBM. In haar jeugd deed Simons aan paardrijden en dansen. Ze was op zevenjarige leeftijd met danslessen begonnen en volgde later een voorbereidende opleiding voor de balletacademie met als droom om de eerste zwarte solist van Het Nationale Ballet te worden. Ze ging naar het RSG West-Friesland, waar ze aanvankelijk vwo deed, maar stapte over naar de havo.
Op 14-jarige leeftijd verliet Simons haar ouderlijk huis, nadat haar vader had geadviseerd weg te gaan als ze zich niet aan zijn regels wilde houden. Ze trok in bij een oudere halfzus in Amsterdam en verbleef later ook bij de jongerenopvang. Ze volgde in die tijd onder onderwijs aan het Amsterdams Lyceum en het Spinoza Lyceum. Zonder middelbareschooldiploma ging Simons naar de Kappersacademie en de dansacademie Lucia Marthas Institute for Performing Arts. Toen ze twintig jaar oud was, werd ze aangenomen bij de afdeling show en musical van de Amsterdamse Hogeschool voor de Kunsten, waar ze kort daarna mee stopte vanwege haar eerste zwangerschap.

## Entertainmentloopbaan

### Dans- en vroege tv-carrière (1989-2000)
Simons begon in 1989 haar carrière als danseres bij de Amsterdamse nachtclub iT en bij optredens van artiesten als Clarence Milton Bekker en Grace Jones. Ze ging op tournee met 2 Brothers on the 4th Floor en trad ook op als achtergronddanseres van UB40 tijdens het World Liberty Concert in Arnhem. Daarnaast was ze te zien in reclamespotjes van Pepsi, Philips en Victoria Vesta. In 1992 deed ze een screentest op verzoek van Lex Harding, nadat hij Simons had zien dansen in het muziekprogramma Countdown. Een paar jaar later werd ze door Harding gevraagd voor de nieuwe muziekzender TMF. Simons was daar vervolgens vanaf de lancering in mei 1995 actief als om vj en interviewer. Later zou ze professioneel dansen opgeven voor haar nieuwe baan. Op TMF presenteerde ze Sylvana's Soul, waarmee ze bijdroeg aan het populariseren van r&b in Nederland en wat haar de bijnaam "Dutch Queen of R&B" opleverde. Ze bracht ook samen met collega's Fabienne de Vries, Bridget Maasland en Isabelle Brinkman de single "Get Close To You" uit als onderdeel van de gelegenheidsgroep The Magnificent Four. Het stond vijf weken in de Nederlandse Top 40 met een zestiende plek als hoogtepunt, maar volgens Simons kon ze niet zingen en was ze met name verantwoordelijk voor de achtergrondzang. Begin 1999 werd ze onderdeel van het bestuur van Mixt, een stichting die racisme door middel van muziek poogde te bestrijden en de jaarlijkse organisator van het festival Racism Beat It was.
Simons verliet TMF in 1999 en sloot zich later dat jaar aan bij SBS6. Vanaf september presenteerde ze daar wekelijks Sexquiz on the beach voor koppels en met strippende deelnemers. Ook presenteerde ze het programma Politie door 't lint en het eerste seizoen van De bus, wat te vergelijken was met Big Brother en zich in een bus afspeelde. Naast haar werk bij SBS, had Simons een programma bij Radio 538 en schreef ze columns voor de Nederlandse versie van de Playboy en voor More! Magazine. Dat tweede tijdschrift was maar van korte duur en werd door TMF in mei 1999 gelanceerd met Simons en haar collega's Daphne Bunskoek en Bridget Maasland naakt op de omslag.

### RTL Nederland (2000-2009)
Ze stapte in september 2000 over naar RTL Nederland (destijds Holland Media Groep), waar ze Beau van Erven Dorens opvolgde als presentator van het nieuwsprogramma RTL Live in de middag. Het werd op maandag en dinsdag door Minoesch Jorissen gepresenteerd, terwijl Simons verantwoordelijk was voor de uitzendingen op woensdag en donderdag. RTL Live werd in mei van het daaropvolgende jaar van de buis gehaald vanwege dalende kijkcijfers. Ondertussen was Simons' column verplaatst van de Playboy naar Veronica Magazine, waarvoor ze tot 2002 zou blijven schrijven, en had ze Radio 538 verlaten om in maart 2001 aan de slag te gaan bij Noordzee FM. Ze had daar twee programma's, Sylvana en Sylvana's Soul, die respectievelijk op vrijdag- en zaterdagavond werden uitgezonden.
Simons was in november 2001 met haar tweede programma voor RTL Nederland begonnen, TV makelaar. Ze presenteerde dit programma, waarin ze mensen hielp in de zoektocht naar een woning, alleen en er volgden nieuwe seizoenen na de eerste reeks. Tegelijkertijd presenteerde ze begin 2002 op maandagavonden Met man en macht, waarin ze met twee andere vrouwen mannelijke gasten interviewde, en vanaf mei 2003 Je echte leeftijd samen met John Williams. In dat laatste programma deden deelnemers de RealAge-test om uit te vinden hoe gezond ze leefden. Ook was Simons de presentatrice van boekenprogramma Kaft, dat in april 2004 debuteerde. Vanaf datzelfde jaar werd ze bij TV makelaar vergezeld door Sybrand Niessen. In 2005 presenteerde Simons de verborgen-camerashow Bekend en bekeken en De aanhouder wint, een quiz gebaseerd op het Britse Perseverance.
Toen het televisieformat Dancing with the Stars naar Nederland werd gehaald, kregen Simons en Ron Brandsteder de presentatie in handen. De eerste aflevering werd in augustus 2005 uitgezonden en de finale werd door 2,7 miljoen mensen bekeken. Het programma werd genomineerd voor de Gouden Televizier-Ring. Kort voor de eerste aflevering werd aangekondigd dat Simons TV makelaar zou verlaten en dat ze vervangen zou worden door Marilou le Grand. Ook werd ze rond die tijd ambassadrice van de ontwikkelingsorganisatie Simavi. Ze bekleedde daarnaast al sinds 2004 diezelfde functie bij Stichting Pink Ribbon, dat het bewustzijn vergroot over borstkanker. Het tweede seizoen van Dancing with the Stars was in de eerste helft van 2006 op de televisie. Later dat jaar presenteerde Simons drie realityseries: in Inpakken en wegdromen gingen deelnemers op hun droomvakantie, in Opvolger gezocht werd geprobeerd opvolgers te vinden voor eigenaren van familiebedrijven en in Hoe mooi is jouw straat? kregen straten een opknapbeurt van bewoners. Uitzendingen van Opvolger gezocht werden na drie afleveringen stopgezet vanwege tegenvallende kijkcijfers. Simons presenteerde begin 2007 een derde seizoen van Dancing with the Stars, alsook met twee anderen de realityserie Ex Wives Club op RTL 5. In december verving ze Chazia Mourali als de presentatrice van Char, een programma met het Amerikaanse zelfverklaarde medium Char Margolis. Enkele dagen later presenteerde Simons voor het laatst Dancing with the Stars in een speciale aflevering om Plan International te promoten.
In januari 2008 werd bericht dat RTL Nederland haar contract had beëindigd. Kort daarvoor had dat bedrijf een aantal presentatoren overgenomen van de opgeheven zender Tien. Wel bleef Simons Char presenteren en was ze in de zomer van 2008 een van de presentatoren van Nederland vertrekt over mensen die op vakantie gaan.

### Radio 6 en andere activiteiten (2009-2015)
Simons begon in 2009 voor het publiek omroepbestel te werken. In juli kreeg ze een twee uur durend radioprogramma genaamd Sylvana's Choice, dat op werkdagen op soul- en jazzzender Radio 6 werd uitgezonden, en in september keerde ze terug bij de televisie met een muziekprogramma met dezelfde naam voor de NPS op zondagmiddag op Nederland 2. Ze begon in april 2010 ook het praatprogramma Sylvana te presenteren op de late zaterdagavond op Nederland 1. Daarnaast was ze een van de presentatoren van het liveverslag op radio en televisie van het North Sea Jazz Festival en presenteerde ze jaarlijks De zwarte lijst met zwarte muziek. De NOS beschreef Simons als het gezicht van Radio 6. Sylvana's Choice verdween in 2010 van de buis, maar ze keerde later terug op de televisie met het programma Soul & Jazz op de dinsdagavond. Begin 2014 verliet ze Radio 6, maar ze bleef wel verantwoordelijk voor het verslag van het North Sea Jazz Festival en De zwarte lijst op televisie.
Naast haar werk voor Radio 6 schoof Simons beginnend in 2012 regelmatig aan bij tv-praatprogramma De Wereld Draait Door als tafeldame en nam ze deel aan het programma Strictly Come Dancing, dat gebaseerd was op hetzelfde format als Dancing with the Stars. Ze vormde een koppel met professioneel danser Redmond Valk, die tijdens het seizoen vanwege een verwonding werd vervangen door Aerjen Mooijweer, en ze werden de runners-up. Eind 2012 presenteerde Simons nog het driedelige muziekprogramma Puro 43 Music Sessions voor RTL 8. Later werkte ze als een coach op het gebied van persoonlijk leiderschap en spreken in het openbaar als mede-eigenaar van The House of Power. Ook werd ze in 2015 onderdeel van de theatertour LULverhalen, waarin vrouwen over een letterlijke of figuurlijke lul vertelden. Na haar eerste optreden werd ze echter geschrapt, omdat een aantal bezoekers de zaal hadden verlaten toen ze over haar oppositie tegen Zwarte Piet was begonnen.
Sinds mei 2024 is ze columnist bij OneWorld.

## Politiek

### DENK (2016)
Volgens Simons besloot zij zich publiekelijk uit te spreken over institutioneel racisme naar aanleiding van een optreden bij De Wereld Draait Door in mei 2015 en de reacties daarop, waaronder felle kritiek op sociale media. Naar eigen zeggen was dit een kantelpunt voor haar. In de (live) uitzending gebruikte televisiepresentator Martin Šimek, die tegenover haar zat, het woord "zwartjes" in een verhaal over vluchtelingen. Simons vroeg Simek toen met welke intentie hij die term gebruikte. Later omschreef ze dat moment als een druppel die de emmer deed overlopen. Vanaf dat moment wilde zij zich actiever inzetten tegen seksisme en racisme. Algemeen Dagblad zou 2015 als het jaar beschrijven waarin Simons het boegbeeld van de zwarte gemeenschap in Nederland werd vanwege dat incident en haar oppositie tegen Zwarte Piet, tegen wie ze had geprotesteerd tijdens de landelijke intocht van Sinterklaas dat jaar in Meppel.
Op 18 mei 2016 sloot Simons zich aan bij de politieke beweging DENK en tegelijkertijd werd bekend dat zij voor die partij zou deelnemen aan de Tweede Kamerverkiezingen in 2017. DENK was een jaar eerder opgericht door Tunahan Kuzu en Selçuk Öztürk, Turkse politici die de Partij van de Arbeid hadden verlaten. Simons was door Kuzu gevraagd om lid te worden en ze werd ook communicatieadviseur bij de partij. Zij richtte zich op antiracisme, dekolonisatie van het onderwijs, empowerment van vrouwen en het tegengaan van discriminatie en xenofobie.
Op de bekendmaking van haar politieke ambities volgden veel reacties op sociale media. Diverse reacties waren racistisch en seksistisch. Zo werd er een Facebookevenement opgezet om Simons op de dag na het sinterklaasfeest uit te zwaaien, waarop tienduizenden keren werd gereageerd. De reacties werden afgekeurd door minister Lodewijk Asscher, die ze "walgelijk" noemde, en door premier Mark Rutte en Simons deed aangifte. DENK kondigde in november 2016 aan dat Simons beveiliging ontving na een videobedreiging op Dailymotion. Het filmpje combineerde het carnavalsliedje Oh Sylvana, waarin zanger Rob van Daal Simons oproept het land te verlaten, met een foto van door de racistische Ku Klux Klan gelynchte Afro-Amerikanen, waarop Simons' hoofd was gefotoshopt. Tweeëntwintig personen werden uiteindelijk naar aanleiding van haar aangifte vervolgd onder wie ook de maker van de videobedreiging. Ten minste twintig van hen werden veroordeeld voor opruiing, bedreiging, belediging en discriminatie; ze ontvingen boetes van maximaal €450 en taakstraffen tot 80 uur. Het Openbaar Ministerie verklaarde dat het niet genoeg middelen had om alle 40.000 opmerkingen te onderzoeken die als potentieel illegaal waren aangemerkt. Als gevolg van de bedreigingen werd Simons beveiligd in opdracht van de Nationaal Coördinator Terrorismebestrijding en Veiligheid.

### Eigen partij en verkiezingen 2017
Simons verliet DENK op 24 december 2016 om een eigen partij op te richten, waarmee ze van plan was mee te doen aan de Tweede Kamerverkiezingen van 2017. Simons vertelde dat ze bij een partij wilde horen waar ze zich veilig voelt. Ze bekritiseerde DENK voor het meer bezig zijn met het vieren van de media-aandacht als gevolg van Simons' beveiliging dan met Simons' welzijn. Daarnaast noemde ze de tactieken van DENK polariserend, al prees ze wel het doel om racisme op de politieke agenda te zetten. Ten slotte vertelde ze dat ze bij DENK te weinig ruimte had om zich uit te spreken voor lhbti- en vrouwenrechten vanwege de conservatieve aanhang van de partij. Ze richtte haar nieuwe partij op samen met de campagneleider van DENK, Ian van der Kooye. Ze noemde de partij Artikel 1, een verwijzing naar het artikel van de Nederlandse Grondwet met het gelijkheidsbeginsel. Na haar vertrek eiste DENK een schadevergoeding van € 62.000 van Simons voor het verbreken van de geheimhoudingsplicht en het zich niet houden aan de opzegtermijn van haar arbeidscontract. Volgens de rechter was DENK echter € 5.000 verschuldigd aan Simons aan niet uitbetaald loon, maar zij weigerde dit bedrag.
In aanloop naar de Tweede Kamerverkiezingen bracht Artikel 1 haar verkiezingsprogramma uit, waarin de partij opriep tot een nationaal zorgfonds, meer vrouwelijke ministers en ministers met een migratieachtergrond, een verbod op Zwarte Piet in de openbare ruimte en bij publieke omroepen, een onderzoek naar etnisch profileren en een nieuwe nationale feestdag om de afschaffing van de slavernij te vieren. Ook gaf de partij aan te streven naar een wereld waarin mensen kunnen wonen en werken waar ze willen. Simons was medeauteur van het boek Artikel 1: Een nieuwe politiek van gelijkwaardigheid. Ze was de lijsttrekker van de partij en de kandidatenlijst bevatte meer vrouwen dan mannen, meerdere personen uit de lhbti-gemeenschap en zowel de jongste (18) als de oudste (82) kandidaat van de verkiezingen. Artikel 1 kreeg 0,27 procent van de stemmen, onvoldoende voor een Kamerzetel.
In oktober 2017 veranderde de partij haar naam in BIJ1, nadat een rechter had bepaald dat de originele naam te veel leek op die van het anti-discriminatie-expertisecentrum Art.1. Tegelijkertijd herhaalde de partij haar doel te strijden "tegen de huidige politiek vol moslimhaat, xenofobie, sekse-ongelijkheid, racisme, sociaal economische uitsluiting, genderdiscriminatie, verdeeldheid, uitsluiting en uitbuiting".

### Gemeenteraad van Amsterdam (2018-2020)
Simons was lijsttrekker namens BIJ1 bij de gemeenteraadsverkiezingen van 2018 in Amsterdam. Tijdens de campagne pleitte ze voor economische rechtvaardigheid, radicale gelijkwaardigheid en het beschouwen van intersectionaliteit en zei ze dat ze Amsterdams inclusiviteit wilde behouden. Ook weigerde ze deel te nemen aan een een-op-eendebat met Annabel Nanninga (FVD). Haar partij won een van de 45 raadszetels in Amsterdam en haar aanhang was met name te vinden in Zuidoost. Simons werd op 29 maart 2018 geïnstalleerd en was daarmee de eerste volksvertegenwoordiger van BIJ1. Omdat Simons niet in Amsterdam woonde, verhuisde ze naar de hoofdstad. Documentairemaakster Ingeborg Jansen had Simons tijdens de campagne gevolgd en haar film, Sylvana, demon or diva, ging in november 2018 op het IDFA in première.

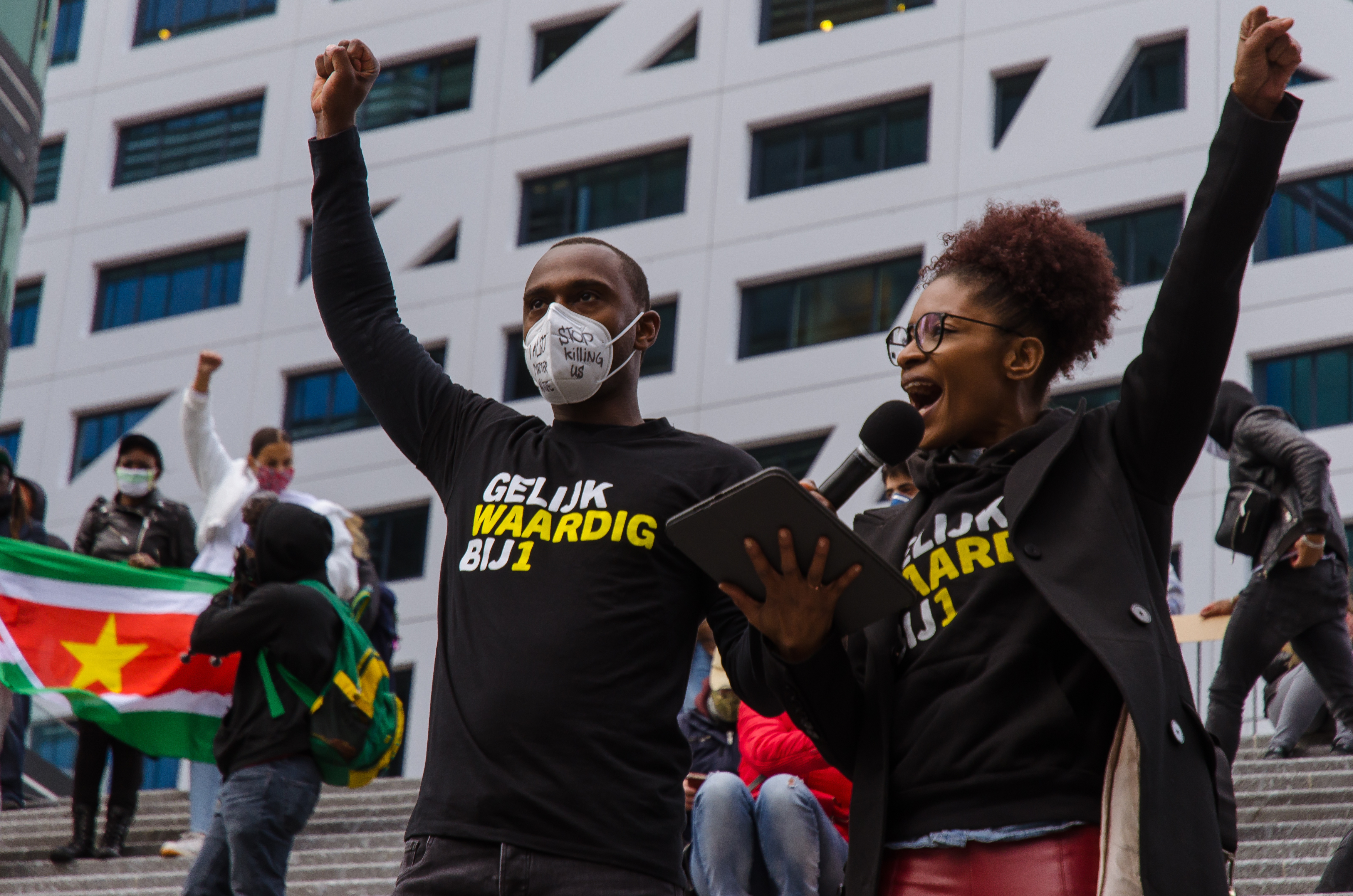
Sylvana Simons (rechts) bij het Black Lives Matter-protest van 5 juni 2020 op het Jaarbeursplein in Utrecht, georganiseerd door Tori Oso Utrecht, Keti Koti Utrecht en Stop Blackface.

In februari 2019 vroeg Simons een debat aan naar aanleiding van de dood van Michael Fudge en merkte daarbij op dat de politie de man zou hebben gedood met een "duidelijk onnodig hoge hoeveelheid kogels" en dat jongeren van kleur een begrijpelijke angst voor de politie hebben. Volgens nabestaanden had Fudge zelfmoord gepleegd door middel van 'suicide by cop'. Tijdens het debat werden Simons' uitspraken afgekeurd door de rest van de raad, alsook door burgemeester Femke Halsema, omdat op het moment van Simons' uitspraken het onderzoek van de Rijksrecherche nog moest worden afgerond. De uitkomst van dat onderzoek was dat de betrokken agenten juist hadden gehandeld en niet hoefden te worden vervolgd. Van hun 21 kogels hadden vier het slachtoffer geraakt. De fractievoorzitter van de Partij voor de Dieren, Johnas van Lammeren, zei tijdens het debat dat Simons "nederig moest gaan zitten". Later bood hij zijn excuses aan voor zijn woordkeuze, al bleef hij achter de strekking van zijn bijdrage staan en liet hij weten dat "zij zich wellicht meer bescheiden had moeten opstellen".
In de raad diende Simons ook twee moties in om trainingen over wit privilege aan te bieden aan ambtenaren en om een einde te maken aan het door de gemeente beboeten van daklozen die op straat slapen. Beide werden gesteund door een meerderheid van de gemeenteraad. Tijdens de coronapandemie verzette ze zich plannen van het college om gemeentebelastingen te verhogen als compensatie voor financiële tegenslagen.
In het televisieprogramma M stelde Simons dat de verantwoordelijkheid voor het tegengaan van racisme niet zozeer bij de zwarte gemeenschap ligt maar bij het systeem en riep ze politieke partijen op om meer Nederlanders van kleur op een verkiesbare plek te zetten bij de Tweede Kamerverkiezingen 2021.
Het Parool schreef over Simons' raadslidmaatschap dat ze ondanks haar ene zetel de agenda van de raad wist te beïnvloeden. Volgens het artikel zorgde haar concurrentie met GroenLinks ervoor dat die partij zich in Amsterdam meer bezighield met identiteitspolitiek. Ook speelde ze een rol in het besluit van de stad om zijn excuses aan te bieden voor zijn slavernijverleden, om de toiletten van de Stopera genderneutraal te maken en om een klimaatcrisis uit te roepen. In 2021 werd Simons de Ribbius-Peletier-penning toegekend door de provincie Noord-Holland voor het zijn van een "voorbeeld (...) voor de volgende generatie vrouwen" en het "zich publiekelijk [uitspreken] over de combinatie van seksisme en racisme".

### Verkiezingen en Tweede Kamer (2020-2023)
Simons kondigde in februari 2020 aan zich wederom te kandideren als lijsttrekker voor BIJ1 bij de Tweede Kamerverkiezingen van maart 2021. Eind oktober dat jaar kwam zij op de eerste plaats van de kieslijst te staan. Na de vaststelling van de kandidatenlijst van BIJ1 voor de Tweede Kamerverkiezingen besloot zij haar raadszetel in Amsterdam op te geven, omdat ze zich volledig wilde richten op de verkiezingscampagne. Ze werd per 5 november 2020 opgevolgd door Jazie Veldhuyzen, die al actief was in de Amsterdamse raad als duoraadslid. Het verkiezingsprogramma, dat Simons beschreef als het "meest linkse, groene en inclusieve" van Nederland, bevatte een verhoging van het minimumloon naar €14 per uur, de oprichting van een ministerie van Gelijkwaardigheid en "het in handen nemen van belangrijke sectoren van de economie". BIJ1 verwierp kapitalisme, een ideologie die volgens de partij gebaseerd is op de illusie van oneindige economische groei en leidt tot armoede, uitbuiting en uitsluiting. Volgens haar moet er een alternatief economisch systeem komen dat ontworpen en gemaakt is met inspraak van iedereen. BIJ1 ontving uiteindelijk één zetel bij de verkiezingen, waardoor Simons als lijsttrekker werd verkozen. Ze werd beëdigd als Tweede Kamerlid op 31 maart 2021, als eerste zwarte fractievoorzitter in de Nederlandse parlementaire geschiedenis. Haar verkiezing vond plaats in een tijd dat de anti-racismebeweging Black Lives Matter groeide als gevolg van de dood van George Floyd in de Verenigde Staten door een politieagent in mei 2020.
In de Tweede Kamer focuste Simons op onderwijs, binnenlandse zaken, economische zaken, sociale zaken en koninkrijksrelaties, terwijl ze op vele gebieden samenwerkte met Caroline van der Plas (BBB) en Liane den Haan (onafhankelijk) als gevolg van hun gedeelde positie als voorzitter van eenpersoonsfracties. Simons heeft in de Tweede Kamer het overheidsbeleid omtrent de coronaviruspandemie bekritiseerd: ze noemde striktere maatregelen zoals langere en strengere lockdowns noodzakelijk om het virus in te dammen. Ze diende in juli 2021 een motie in waarin ze beschreef dat het kabinetsbeleid om het virus "gecontroleerd te laten uitrazen" had geleid tot 30.000 doden. De motie werd door geen andere partij gesteund en werd door premier Mark Rutte "onbeschaamd en onbeschaafd" genoemd. Een andere motie van Simons om onderzoek te doen naar de oprichting van een constitutioneel hof kon wel op een Kamermeerderheid rekenen. In 2021 beschreef Simons haar familieverleden van slavernij toen het in een Kamerdebat over eventuele excuses door de Nederlandse overheid ging. Mark Rutte noemde haar bijdrage een van de momenten die zijn mening had veranderd toen hij het volgende jaar namens de overheid excuses aanbood. Aan het einde van haar ambtstermijn was Simons minder actief in debatten vanwege haar lidmaatschap van de Parlementaire enquêtecommissie Fraudebeleid en Dienstverlening, die was opgezet als gevolg van de toeslagenaffaire.
De media berichtten verschillende aanvaringen tussen Simons en andere politici. Renske Leijten vroeg Simons in oktober 2021 of ze haar een racist vond naar aanleiding van opmerkingen online door BIJ1-leden gericht aan Leijten. Ockje Tellegen berispte Simons als voorzitter van een commissievergadering, toen Simons aan de orde wilde stellen dat een collega buiten de microfoon opmerkingen maakte die zij als intimiderend beschreef. Kamervoorzitter Vera Bergkamp verdedigde Tellegens handelen later in een brief, nadat Simons een klacht had ingediend. Na een rel in 2022 in Staphorst tegen anti-Zwarte Piet-demonstranten keurde Simons het handelen van de politie af en vroeg ze minister van Justitie en Veiligheid Dilan Yeşilgöz waarom ze geen voorstander was van een breed onderzoek naar racisme binnen de politie. Yeşilgöz bekritiseerde vervolgens Simons' karakterisering dat agenten ongerechtvaardigd geweld gebruiken tegen burgers.
In juli 2023 kondigde Simons in een mail aan leden van BIJ1 aan dat zij zich niet zou kandideren voor vervroegde Tweede Kamerverkiezingen van november later dat jaar. Als redenen noemde zij de aanhoudende conflicten in de partij, die uiteindelijk leidden tot het verdwijnen van BIJ1 in de gemeenteraad van Amsterdam, en hiermee verbonden richting haar naar eigen zeggen "onware frames", de vervroegde verkiezingen en gezondheidsklachten. Ze werd als partijleider opgevolgd door Edson Olf, de vice-voorzitter van BIJ1. Simons verliet de Kamer op 5 december 2023, tijdens de laatste zitting van de Tweede Kamer in de samenstelling sinds 2021.

## Privéleven
Simons heeft twee kinderen. Haar zoon werd geboren in 1992, toen ze eenentwintig jaar oud was. Simons heeft de vader omschreven als agressief en depressief. Hij bleef haar stalken na het einde van hun driejarige relatie en hij overleed een jaar na de geboorte van hun kind. Volgens Simons stelde de politie een onbekende doodsoorzaak vast, maar zij gelooft dat het zelfmoord betrof. Haar dochter werd in 1996 geboren, kort vóór de dood van haar vader. Simons woonde tussen eind 1998 en 1999 in Londen met haar kinderen en Britse vriend, een bokser, terwijl ze in Nederland bleef werken. In 2001 verhuisde ze naar Duivendrecht, nadat ze in de tussentijd in Diemen had gewoond.
Begin 2003 trouwde ze in Costa Rica met een Nederlandse ondernemer. Simons schreef een boek met als titel 1+1=7 over hun samengesteld gezin bestaande uit haarzelf, haar man, haar twee kinderen, de twee tienerdochters van haar man en een au pair. Ze schreef een tweede boek, getiteld In balans, samen met haar tien jaar oudere halfbroer en wereldkampioen karate Kenneth Leeuwin. Het werd uitgebracht in 2005 en gaat over de balans tussen fysieke en psychische gezondheid. Simons scheidde in 2006 en had vervolgens tussen 2009 en 2012 een relatie met ondernemer Roland Kahn, de oprichter van CoolCat. Vanwege haar lidmaatschap van de Amsterdamse gemeenteraad woonde ze een tijdje in die gemeente.
Simons is niet-religieus en ze doet naar eigen zeggen regelmatig aan zelfreflectie door middel van een gesprek met zichzelf voor de spiegel. Tekenen is een van haar hobby's. Als Tweede Kamerlid gaf ze aan al tien jaar last te hebben van chronische pijn, mogelijk als gevolg van artrose, en sinds maart 2022 long covid te hebben.

## Mediaoptredens en projecten

### Televisieprogramma's
| Titel                    | Zender      | Jaar      | Notitie |
| ------------------------ | ----------- | --------- | ------- |
| Sylvana's Soul           | TMF         |           | vj      |
| Sexquiz on the beach     | SBS6        | 1999      |         |
| Politie door 't lint     | SBS6        | 1999      |         |
| De bus                   | SBS6        | 2000      |         |
| RTL Live                 | RTL 4       | 2000-2001 |         |
| TV makelaar              | RTL 4       | 2001-2005 |         |
| Met man en macht         | RTL 4       | 2002      |         |
| Je echte leeftijd        | RTL 4       | 2003      |         |
| Kaft                     | RTL 4       | 2004      |         |
| Bekend en bekeken        | RTL 4       | 2005      |         |
| De aanhouder wint        | RTL 4       | 2005      |         |
| Dancing with the Stars   | RTL 4       | 2005-2007 |         |
| Inpakken en wegdromen    | RTL 4       | 2006      |         |
| Opvolger Gezocht         | RTL 4       | 2006      |         |
| Hoe mooi is jouw straat? | RTL 4       | 2006      |         |
| Ex Wives Club            | RTL 5       | 2007      |         |
| Char                     | RTL 4       | 2007-2009 |         |
| Nederland vertrekt       | RTL 4       | 2008      |         |
| Sylvana's Choice         | Nederland 2 | 2009-2010 |         |
| Sylvana                  | Nederland 1 | 2010      |         |
| Puro 43 Music Sessions   | RTL 8       | 2012      |         |

#### Eenmalige verschijningen
- In 2005 speelde ze een bijrol in de film Zoop in Afrika.
- In 2012 was ze deelnemer in het AVRO-programma Strictly Come Dancing, waarbij ze in de finale verloor van Mark van Eeuwen.
- In 2012 deed ze samen met Dave von Raven mee aan de Top 2000 Quiz.
- Vanaf 2012 was ze af en toe te zien als tafeldame bij De Wereld Draait Door.
- In 2014 had ze een gastrol in de Nederlandse serie Fashion Planet.[158]
- In 2014 was ze te gast in het programma De Kist.
- Eind 2017 was ze te zien in het programma The Roast of Giel Beelen.
- In 2020 was Simons als docente verbonden aan het vierde seizoen van het NTR-televisieprogramma Dream School.
- In 2024 deed ze samen met Fabiënne de Vries mee aan het televisieprogramma De grote muziekquiz.

## Onderscheidingen
- 2022 - 'Ally Award' van queerlifestyletijdschrift Winq voor haar politieke werk[159]
- 2023 - Black Achievement Award - oeuvreprijs voor haar politieke werk[160][161]